# Huỳnh Văn Ri
Huỳnh Văn Ri (sinh ngày 10 tháng 10 năm 1964) là kiểm sát viên cao cấp người Việt Nam. Ông hiện giữ chức vụ Phó Viện trưởng Viện kiểm sát nhân dân cấp cao tại Thành phố Hồ Chí Minh.

## Tiểu sử
Huỳnh Văn Ri sinh ngày 10 tháng 10 năm 1964, người dân tộc Kinh, quê quán tại xã Nhị Quý, huyện Cai Lậy, tỉnh Tiền Giang.
Ông có bằng Thạc sĩ Luật học.
Ngày 27 tháng 5 năm 2016, Huỳnh Văn Ri, Phó Viện trưởng Viện kiểm sát nhân dân thành phố Cần Thơ, trúng cử Đại biểu Hội đồng nhân dân thành phố Cần Thơ nhiệm kì 2016-2021 với tỉ lệ 61,37% so với tổng số phiếu hợp lệ.
Ngày 1 tháng 6 năm 2017, Huỳnh Văn Ri, Kiểm sát viên trung cấp, Phó Viện trưởng Viện kiểm sát nhân dân thành phố Cần Thơ, được Viện trưởng Viện kiểm sát nhân dân tối cao Việt Nam bổ nhiệm giữ chức vụ Viện trưởng Viện kiểm sát nhân dân thành phố Cần Thơ nhiệm kì 5 năm (Quyết định số 21/QĐ-VKSTC ngày 29/5/2017) thay Nguyễn Thống Nhất nghỉ hưu.
Ngày 6 tháng 11 năm 2017, Huỳnh Văn Ri, Thành ủy viên, Bí thư Ban cán sự Đảng, Bí thư Đảng ủy, Viện trưởng Viện kiểm sát nhân dân thành phố Cần Thơ được bổ nhiệm Kiểm sát viên cao cấp.
Ngày 15 tháng 4 năm 2022, ông được bổ nhiệm làm Phó Viện trưởng Viện kiểm sát nhân dân cấp cao tại Thành phố Hồ Chí Minh.